# Процес Жанни Д'Арк
«Процес Жанни д'Арк» (фр. Procès de Jeanne d'Arc) — чорно-біла історично-біографічна драма французького режисера Робера Брессона, заснована на стенограмі суду над Жанною д'Арк. Прем'єра фільму відбулася 30 травня 1962 року у рамках 15-го Каннського кінофестивалю, де фільм здобув Приз журі.

## Сюжет
Фільм розпочинається епізодом читання листа матері французької селянки Жанни д'Арк з проханням по посмертну реабілітацію доньки. Потім сюжет повертається до подій 1431 року, пов'язаних з процесом у Руані над Жанною д'Арк за єресь і її подальшим покаранням. Інквізиційний суд під головуванням єпископа Кошона, співпрацюючи з англійцями, піддає Жанну виснажливим допитам і тортурам, але вона відмовляється зректися своїх переконань. Тільки під тиском Жанна зрештою підписує зречення; в результаті її засуджено до довічного ув'язнення. Та, пізніше вона відмовляється від свого зречення, за що її засуджують до страти на вогнищі.

## В ролях
| Флоранс Деле    | ···· | Жанна д'Арк                      |
| Жан-Клод Фурно  | ···· | єпископ Кошон                    |
| Марк Жак'є      | ···· | Жан Леметр                       |
| Жан Жильбер     | ···· | Жан де Шатійон                   |
| Роже Онора      | ···· | Жан Бопер                        |
| Мішель Ерубель  | ···· | французький монах                |
| Андре Реньє     | ···· | Жан Естіве                       |
| Артур Ле Бо     | ···· | Жан Массьє                       |
| Марсель Дарбо   | ···· | Ніколя де Оппвілль               |
| Філіп Друа      | ···· | Мартен Лавену, французький монах |
| Поль-Робер Міме | ···· | Гійом Ерар                       |
| Жерар Зингг     | ···· | Жан-Лоайє                        |

## Визнання
| Нагороди та номінації фільму «Процес Жанни д'Арк» | Нагороди та номінації фільму «Процес Жанни д'Арк» | Нагороди та номінації фільму «Процес Жанни д'Арк»             | Нагороди та номінації фільму «Процес Жанни д'Арк» | Нагороди та номінації фільму «Процес Жанни д'Арк» | Нагороди та номінації фільму «Процес Жанни д'Арк» |
| Рік                                               | Кінофестиваль/кінопремія                          | Категорія/нагорода                                            | Номінант                                          | Результат                                         |                                                   |
| ------------------------------------------------- | ------------------------------------------------- | ------------------------------------------------------------- | ------------------------------------------------- | ------------------------------------------------- | ------------------------------------------------- |
| 1962                                              | 15-й Каннський кінофестиваль                      | Золота пальмова гілка                                         | Процес Жанни д'Арк                                | Номінація                                         |                                                   |
| 1962                                              | 15-й Каннський кінофестиваль                      | Спеціальний приз журі                                         | Робер Брессон                                     | Перемога                                          |                                                   |
| 1962                                              | 15-й Каннський кінофестиваль                      | Приз Міжнародної Католицької організації в царині кіно (OCIC) | Процес Жанни д'Арк                                | Перемога                                          |                                                   |